# Otfinów (gromada)
Otfinów – dawna gromada, czyli najmniejsza jednostka podziału terytorialnego Polskiej Rzeczypospolitej Ludowej w latach 1954–1972.
Gromady, z gromadzkimi radami narodowymi (GRN) jako organami władzy najniższego stopnia na wsi, funkcjonowały od reformy reorganizującej administrację wiejską przeprowadzonej jesienią 1954 do momentu ich zniesienia z dniem 1 stycznia 1973, tym samym wypierając organizację gminną w latach 1954–1972.
Gromadę Otfinów z siedzibą GRN w Otfinowie utworzono – jako jedną z 8759 gromad na obszarze Polski – w powiecie dąbrowskim w woj. krakowskim, na mocy uchwały nr 21/IV/54 WRN w Krakowie z dnia 6 października 1954. W skład jednostki weszły obszary dotychczasowych gromad Otfinów, Goruszów, Pierszyce, Gorzyce i Kłyż ze zniesionej gminy Otfinów oraz Pasieka Otfinowska ze zniesionej gminy Wietrzychowice w tymże powiecie. Dla gromady ustalono 27 członków gromadzkiej rady narodowej.
1 stycznia 1958 do gromady Otfinów przyłączono wsie Nieciecza i Czyżów ze zniesionej gromady Nieciecza.
31 grudnia 1959 do gromady Otfinów przyłączono wsie Siedliszowice i Janikowice ze zniesionej gromady Siedliszowice.
1 stycznia 1969 do gromady Otfinów przyłączono wieś Podlesie Dębowe ze zniesionej gromady Odporyszów.
Gromada przetrwała do końca 1972 roku, czyli do kolejnej reformy gminnej. 1 stycznia 1973 utworzono gminę Otfinów.